# Convento de San Francisco (Madridejos)
El convento de San Francisco fue un claustro de religiosos situado en Madridejos, provincia de Toledo (Comunidad Autónoma de Castilla-La Mancha, España). Actualmente es sede del museo del Azafrán y Etnológico de la misma ciudad.

## Historia
El convento se fundó a expensas del vecindario en 1612, pero contribuyeron poderosamente a su construcción María Cervantes Gallego y Juan de Mayorga para que se terminara en 1619. En el siglo XVIII contaba con cinco oficinas, veintiséis celdas, librería y huerto. La congregación que lo habitaba pertenecían a los Franciscanos Reformados. En un principio el convento se dedicó a San Pedro de Alcántara y la iglesia anexa la Inmaculada.  
En el siglo XIX con motivo de la desamortización de Mendizabal, se enajenan el huerto y pasa a manos estatales, que lo convirtieron en sede del Partido Judicial de Madridejos, colocando allí sus oficinas y la cárcel. La iglesia serviría a veces de almacén.
Tras un proceso de restauración en 1972, el convento sirvió de Casa de Cultura, actualmente es una casa de actos, y la iglesia acoge la imagen de la Patrona de Madridejos, Nuestra Señora de Valdehierro. El actual salón de actos fue construido para capilla de la Orden Tercera a costa de doña Úrsula de Mayorga, cuyo escudo campea encima de la puerta. Dicha señora junto con su padre están sepultados en el altar mayor de la iglesia. En septiembre de 2008 se inauguró en este mismo edificio el museo del Azafrán, puesto que este pueblo ha sido un gran productor de esta flor mediante la colaboración del Ayuntamiento y la Asociación Cultural El Carpío.

## Arquitectura
La iglesia y convento de San Francisco se caracteriza por su arquitectura de estilo barroco, con una fachada ricamente adornada y su torre campanario. Su traza es idéntica al convento de San Gil de Toledo, sede de las Cortes Regionales.
En su interior, se pueden admirar numerosas obras de arte religioso, como retablos, esculturas y pinturas de gran valor histórico y artístico.Uno de los elementos más destacados de la iglesia es su altar mayor, dedicado a San Francisco de Asís.